# Zuma (geslacht)
Zuma is een geslacht van hooiwagens uit de familie Paranonychidae.
De wetenschappelijke naam Zuma is voor het eerst geldig gepubliceerd door Goodnight & Goodnight in 1942. 

## Soorten
Zuma omvat de volgende 2 soorten:
- Zuma acuta
- Zuma tioga